# داستان‌های افسانه‌ای
داستان‌های افسانه‌ای (به انگلیسی: Legendary Tales) نخستین آلبوم استودیویی گروه سمفونیک پاور متال ایتالیایی راپسودی (بعدتر راپسودی آو فایر) است که در ۲۷ اکتبر ۱۹۹۷ توسط لیمب میوزیک منتشر شد. این آلبوم همچنین آغازگر نخستین فصل از ساگایی پنج‌قسمتی موسوم به «حماسهٔ شمشیر زمردین» می‌باشد.

## فهرست آهنگ‌ها
تمامی ترانه‌های این آلبوم را لوکا توریلی نوشته‌است و آهنگسازی آن را لوکا توریلی و آلکس استاروپولی انجام داده‌اند.
| شماره ترک | عنوان               | مدت‌زمان |
| --------- | ------------------- | ------- |
| ۱         | Ira Tenax           | ۱:۱۳    |
| ۲         | Warrior of Ice      | ۵:۵۷    |
| ۳         | Rage of the Winter  | ۶:۰۹    |
| ۴         | Forest of Unicorns  | ۳:۲۳    |
| ۵         | Flames of Revenge   | ۵:۳۲    |
| ۶         | Virgin Skies        | ۱:۲۰    |
| ۷         | Land of Immortals   | ۴:۵۰    |
| ۸         | Echoes of Tragedy   | ۳:۳۱    |
| ۹         | Lord of the Thunder | ۵:۳۱    |
| ۱۰        | Legendary Tales     | ۷:۴۹    |

## اعضا
اعضای گروه راپسودی در این آلبوم عبارتند از:
- فابیو لیونه - خواننده
- لوکا توریلی – گیتار
- آلکس استاروپولی – کیبورد
- دانیله کربونرا – درام

## نوازندگان مهمان
نوازندگان و خوانندگان مهمان در این آلبوم عبارتند از:
- ساشا پیت – گیتار آکوستیک، گیتار بیس و ماندولین
- رابرت هونک –گیتار بیس
- مانوئل استاروپولی فلوت ریکوردر باروک
- پل بوهنک – ویلن سل
- آن اشنایدر، هلیا دیویس – ویلن
- الیور کپف – ویولا
- آندره نایگنفیند – کنتراباس
- چینزیا ریتزو، توماس رتکه – همخوان